# Tephrina albisecta
Tephrina albisecta là một loài bướm đêm trong họ Geometridae.